# بانغ إيون-هي
بانغ إيون-هي (هانغل: 방은희) هي ممثلة كورية جنوبية، ولدت في 1 ديسمبر 1967 في كوريا الجنوبية.

## أعمال

### مسلسلات
- المجتمع الراقي

## وصلات خارجية
- بانغ إيون-هي على موقع IMDb (الإنجليزية)
- بانغ إيون-هي على موقع قاعدة بيانات الفيلم (الإنجليزية)